# Isidro Benítez
Isidro Benítez (* 15. Mai 1900 in Santo Domingo; † 28. August 1985 in Santiago de Chile) war ein kubanischer Musiker, Dirigent und Komponist.
Benítez spielte bereits als Achtjähriger in einer Kinderband seiner Heimatstadt und beherrschte dort bald die Blockflöte und Querflöte, die Klarinette und das Saxophon. Ab 1923 lebte er in Havanna, vollendete dort seine musikalische Ausbildung und spielte in verschiedenen Bands und Orchestern. 1926 ging er nach Chile. Dort lernte er Josephine Baker kennen, die er auf einer Südamerikatournee begleitete.
Mit seinem eigenen Orchester, den Los negros cubanos, arbeitete er von 1927 bis 1939 in Buenos Aires. Er unternahm Tourneen durch Brasilien, Peru, Bolivien, Uruguay und andere Länder, trat mit Libertad Lamarque auf und wurde von Mistinguett für eine große Südamerikatournee engagiert. Seine Interpretation der Jazzmusik von Duke Ellington, mit dem ihn eine langjährige Freundschaft verband, brachten ihm den Ruf eines südamerikanischen Duke Ellington. Unter anderem wurde Benítez mit dem kubanischen Orden Carlos Manuel de Céspedes und der Goldmedaille der Sociedad Argentina de Autores y Compositores (SADAIC) ausgezeichnet.